# 비겁한 폭력
"비겁한 폭력"은 2020년에 개봉한 대한민국의 영화이다.

## 캐스팅
- 나진희 : 연미 역
- 신효진 : 해임 역
- 하진철 : 철현 역
- 이욱진 : 민영 역
- 정현우 : 모텔 남 역
- 한상철 : 부장 역
- 유지성 : 회사원 1 역
- 김현지 : 회사원 2 역
- 박지연 : 회사원 3 역
- 유민섭 : 회사원 4 역
- 김영관 : 낯선 남 1 역
- 곽민석 : 낯선 남 2 역